# Miglena Selishka
Miglena Gueorguieva Selishka (en búlgaro: Миглена Георгиева Селишка; Dupnitsa, 13 de febrero de 1996) es una deportista búlgara que compite en lucha libre.
Ganó cinco medallas en el Campeonato Europeo de Lucha entre los años 2019 y 2024. En los Juegos Europeos de Minsk 2019 obtuvo una medalla de bronce en la categoría de 50 kg.
Participó en los Juegos Olímpicos de Tokio 2020, ocupando el séptimo lugar en la categoría de 50 kg.

## Palmarés internacional
| Juegos Europeos    | Juegos Europeos     | Juegos Europeos   | Juegos Europeos |
| Año                | Lugar               | Medalla           | Categoría       |
| ------------------ | ------------------- | ----------------- | --------------- |
| 2019               | Minsk (Bielorrusia) | Medalla de bronce | 50 kg           |
| Campeonato Europeo |                     |                   |                 |
| Año                | Lugar               | Medalla           | Categoría       |
| 2019               | Bucarest (Rumania)  | Medalla de plata  | 50 kg           |
| 2020               | Roma (Italia)       | Medalla de oro    | 50 kg           |
| 2021               | Varsovia (Polonia)  | Medalla de plata  | 50 kg           |
| 2022               | Budapest (Hungría)  | Medalla de plata  | 50 kg           |
| 2024               | Bucarest (Rumania)  | Medalla de bronce | 50 kg           |